# Triacrilato de trimetilolpropano
El triacrilato de trimetilolpropano (TMPTA) es un monómero éster de acrilato trifuncional derivado del trimetilolpropano, utilizado en la fabricación de plásticos, adhesivos, cola acrílica, sellantes anaeróbicos y tinta. Es útil por su baja volatilidad y rápida respuesta de curado. Tiene propiedades de resistencia a la intemperie, a los productos químicos y al agua, así como una buena resistencia a la abrasión. Los productos finales incluyen revestimientos alquídicos, discos compactos, suelos de madera, hormigón y aplicaciones cementosas, compuestos dentales, fotolitografía, tipografía, serigrafía, elastómeros, faros de automóviles, acrílicos y componentes plásticos para la industria médica.

## Otros usos
Como la molécula tiene funcionalidad acrílica, es capaz de realizar la reacción de Michael con una amina. Esto permite su uso en la química epoxi, donde su empleo acelera considerablemente el tiempo de curado.